# ATP Volvo International 1973
Il Volvo International 1973 è stato un torneo di tennis giocato sulla terra rossa. Il torneo fa parte del Commercial Union Assurance Grand Prix 1973. Si è giocato al Mount Washington Resort di Bretton Woods negli Stati Uniti dal 23 al 29 luglio 1973.

## Campioni

### Singolare maschile
Vijay Amritraj ha battuto in finale  Jimmy Connors con il punteggio di 7–5, 2–6, 7–5

### Doppio maschile
Rod Laver /  Fred Stolle hanno battuto in finale  Bob Carmichael /  Frew McMillan 2–6, 6–3, 6–4